# Robert Cormier
Robert Edmund Cormier (* 7. Januar 1925 in Leominster, Massachusetts; † 2. November 2000 in Boston) war ein US-amerikanischer Schriftsteller und Journalist.

## Leben
Robert Cormier wuchs in Leominster auf, heiratete dort seine Frau und hatte vier Kinder.
Er begann bereits zu schreiben, als er noch die Schule besuchte. Im Alter von 19 Jahren wurde seine erste Kurzgeschichte veröffentlicht. Sein Lehrer Florence Conlon schickte, ohne sein Wissen, eine seiner Geschichten zu The Sign, einer katholischen Zeitschrift.
Cormiers Karriere begann er mit Radiowerbetexten und später wurde er zu einem angesehenen Journalisten. 30 Jahre arbeitete er als Zeitungsreporter sowie Kolumnist und wurde vor allem durch aktuelle Ereignisse, aber auch durch sein Umfeld, in seinen Texten beeinflusst.
Nach dem Erfolg seines ersten Buches The Chocolate War konzentrierte sich Cormier voll und ganz dem Schreiben. Er befasste sich vor allem mit den Problemen von Jugendlichen in der modernen Gesellschaft, was sich in seinen Geschichten widerspiegelt. Cormier gewann viele Preise. Robert Cormier starb am 2. November 2000 an einem Blutgerinnsel.
Mehrere seiner Bücher wurden verfilmt, so entstand bspw. 2009 der Film Tenderness – Auf der Spur des Killers. Neun Jahre zuvor kam The Bumblebee Flies Anyway mit Elijah Wood in die US-amerikanischen Kinos.

## Auszeichnungen und Ehrungen (Auswahl)
- 1991 Margaret A. Edwards Award für großen Verdienste in der Jugendliteratur (ALA)
- 1997 Phoenix Award für I Am the Cheese
- 1997 Katholischer Kinder- und Jugendbuchpreis für Nur eine Kleinigkeit
- 1998 ALA Best Books for Young Adults für Tenderness
- 1999 Los Angeles Times Book Prize für Frenchtown Summer
- 2002 ALA Best Books for Young Adults für The Rag and Bone Shop

## Werke
- The Chocolate War. 1974.
  - deutsch: Der Schokoladenkrieg. Bertelsmann, München 2004, ISBN 3-570-30131-1.
- I Am the Cheese. 1977.
  - deutsch: Ich bin das, was übrigbleibt. Bertelsmann, München 1979, ISBN 3-570-30017-X.
- After the First Death. 1979.
  - deutsch: Auf der Eisenbahnbrücke. Bertelsmann, München 2002, ISBN 3-570-30006-4.

Zu diesem Buch gibt es reichhaltige Diskussionen; eine der bekanntesten dreht sich um ein (angeblich) geführtes Interview mit Cormier, in welchem dieser darüber spricht, dass einer der Protagonisten, Ben, nicht der einzige sei, der eine Art von Tagebuch geführt habe. Die Diskussionen haben die Lager der Leser gespalten: Eine Seite spekuliert, ob Bens Vater, General Marchand, der andere ominöse Schreiber sei und ebenfalls bereits tot sei, so dass als Leserin dieses Schreibens nur Bens Mutter in Frage käme. Die andere Seite behauptet, das gesamte Interview wäre ein Schwindel. Ob Cormier selbst von dieser Diskussion wusste, bleibt fraglich, da er sich nicht aufklärend dazu geäußert hat.
- The Bumblebee Flies Anyway. 1983.
  - deutsch: Tödliche Experimente. Bertelsmann, München 2004, ISBN 3-570-30057-9.
- Beyond the Chocolate War. 1985.
  - deutsch: Der schwarze Kasten. Fischer, Frankfurt am Main 1996, ISBN 3-596-85010-X.
- Fade. 1988.
  - deutsch: Ausgeblendet. Fischer, Frankfurt am Main 1998, ISBN 3-596-85038-X.
- Other Bells for Us to Ring. 1990.
- We All Fall Down. 1991, ISBN 0-385-30501-X.
  - deutsch: Unheilvolle Minuten. Bertelsmann, 2003, ISBN 3-570-30014-5.
- Tunes for Bears to Dance To. 1992.
  - deutsch: Nur eine Kleinigkeit. Carlsen, Hamburg 2001, ISBN 3-551-37113-X.
- In the Middle of the Night. 1995.
  - deutsch: Nachts, wenn die Schatten fallen. Sauerländer, Frankfurt am Main 1998, ISBN 3-7941-4320-5.
- Tenderness. 1997.
  - deutsch: Zärtlichkeit. Bertelsmann, München 2003, ISBN 3-570-30026-9.
- Heroes. 1998.
  - deutsch: Heros. Fischer, Frankfurt am Main 2001, ISBN 3-596-85061-4.
- Frenchtown Summer. 1999.
  - deutsch:  Ein Sommer in Frenchtown. Bertelsmann, München 2003, ISBN 3-570-12723-0.
- The Rag and Bone Shop. 2001.
  - deutsch: Das Verhör. Bertelsmann, München 2004, ISBN 3-570-30154-0.